# Grądy (Wieruszów)
Pour les articles homonymes, voir Grądy.
Grądy est une localité polonaise de la gmina de Galewice, située dans le powiat de Wieruszów en voïvodie de Łódź.